# INSIDE OF ME feat. Chris Motionless of Motionless In White
「INSIDE OF ME feat. Chris Motionless of Motionless In White」（インサイド・オブ・ミー フィート クリス・モーションレス オブ モーションレス・イン・ホワイト）は、日本のロックユニット、VAMPSの11枚目のシングル。2016年8月31日発売。発売元はユニバーサルミュージック内のレーベル、Virgin Music。

## 解説
コラボレーションシングル「SIN IN JUSTICE」以来約9ヶ月ぶりとなるシングル。
本作に収録された楽曲は、2016年から日本国外での音源制作やライヴ活動を精力的に行うために契約を結んだアメリカの大手マネジメント、10th Street Entertainmentと連携して制作が行われており、4thアルバム『UNDERWORLD』を制作する中でレコーディングされたものとなっている。前記のような経緯があり、このシングルのプロデュースはアメリカの音楽プロデューサー、ハワード・ベンソンが担当している。また、グラミー・エンジニアのクリス・ロード・アルジも制作に参加している。なお、ハワード・ベンソンはフーバスタンクや、フライリーフの作品を手掛けていたプロデューサーである。新たに外部からプロデューサーを迎えた理由について、HYDEは「これまでアメリカをいろいろ廻ったりしてきた中で、アルバムが出て、向こうのマネージメントが決まったりしても、"このままだと自分たちが思ってるところになかなか行けないな"と痛感する部分があってね。向こう（アメリカ）のアーティストと同じようなやり方で、プロデューサーも付けて、しっかりやりたいっていうところから始めました」と語っている。また、K.A.Zは「向こうの第一線でやってるプロデューサーを付けてやってみたかった。いかにVAMPSの音楽にテイストとして落としてもらえるか、試してみたいっていうのがあって」と述べている。
本作の表題曲「INSIDE OF ME feat. Chris Motionless of Motionless In White」は、アメリカのメタルコア・バンド、モーションレス・イン・ホワイトのボーカル、クリス・モーションレスをフィーチャーしたロックナンバー。この曲の制作は、HYDEがDTMで制作したデモ音源をもとに、K.A.Zの他、ハワード・ベンソンを交えて実施されている。HYDEは制作を振り返り「最終的にかなり変わりました。サビのメロディーも弱い部分は全部変えた」と述べている。なお、レコーディングにはギタリストとしてフィル・X（フィル・X・アンド・ザ・ドリルズ、ボン・ジョヴィ）、ドラマーとしてジョー・リカルド（イン・フレイムス）が参加している。
カップリングに収録された「RISE OR DIE feat. Richard Z.Kruspe of Emigrate / Rammstein」は、ドイツのインダストリアル・メタルバンド、ラムシュタインのギタリスト、リヒャルト・Z・クルスペがコライトで参加したロックナンバー。VAMPSとして外部のミュージシャンとコライトで制作した音源は、この曲が初となる。HYDE曰く、この曲の原型はマネジメントの10th Street Entertainmentを通じて提供されたといい、リヒャルト・Z・クルスペらとともに本格的な制作が行われている。HYDEはこの曲の制作を振り返り「イントロからのパートを残して、サビだったりとか展開はほぼこっちでプロデューサーと一緒に作りましたね。だから、本当の意味での共作的な形」と述懐している。なお、レコーディングにはギタリストとしてフィル・X（フィル・X・アンド・ザ・ドリルズ、ボン・ジョヴィ）、ドラマーとしてジョー・リカルド（イン・フレイムス）が参加している。余談だがこの曲は、2018年から再開されたHYDEのソロ単独名義の活動において、コライト作品を増やしていくきっかけになった転機の楽曲となっている。HYDEは2019年に4thソロアルバム『ANTI』を発表した際に受けたインタビューにて、この曲のレコーディングを通じて自分と異なる制作手法に触れたことにより、今までの固定観念が無くなった旨を語っている。
フィジカル発売前の2016年7月29日には、各種音楽配信サイトにおいて、表題曲「INSIDE OF ME feat. Chris Motionless of Motionless In White」のダウンロード配信が開始されている。
先行配信から約1ヶ月後の同年8月31日に、初回限定盤A（CD＋DVD）、初回限定盤B（CD＋GOODS）、通常盤（CD）、UNIVERSAL MUSIC STORE限定盤（CD＋GOODS）の4形態でフィジカルが発売された。初回盤Aには表題曲のミュージック・ビデオ及びドキュメンタリー映像を収録したDVDが収録されており、初回盤BとUNIVERSAL MUSIC STORE限定盤にはオリジナルバンダナがそれぞれ色違いのものが付属されている。ちなみに表題曲のミュージック・ビデオは、"自分の中にある葛藤との戦い"をギャングとの争いを通して表現したストーリー仕立ての映像に仕上げられている。

## 収録曲
| #  | タイトル                                                       | 作詞                                                              | 作曲                                                              | プロデュース                     | 時間 |
| -- | -------------------------------------------------------------- | ----------------------------------------------------------------- | ----------------------------------------------------------------- | -------------------------------- | ---- |
| 1. | 「INSIDE OF ME feat. Chris Motionless of Motionless In White」 | HYDE, Howard Benson, Lenny Skolnik, Seann Bowe                    | HYDE                                                              | Howard Benson                    | 3:29 |
| 2. | 「RISE OR DIE feat. Richard Z.Kruspe of Emigrate / Rammstein」 | Richard Z. Kruspe, HYDE, Howard Benson, Lenny Skolnik, Seann Bowe | Richard Z. Kruspe, HYDE, Howard Benson, Lenny Skolnik, Seann Bowe | Howard Benson, Richard Z. Kruspe | 3:19 |

## 初回限定盤A付属DVD
1. INSIDE OF ME feat. Chris Motionless of Motionless In White -Music Video-
ディレクター：斎藤渉
2. INSIDE OF ME feat. Chris Motionless of Motionless In White -Music Video Documentary-

## 参加ミュージシャン
INSIDE OF ME feat. Chris Motionless of Motionless In White
- HYDE：Vocal, Programming
- K.A.Z：Guitar
  - Chris Motionless（Motionless in White）：Vocal
  - Phil X：Guitar
  - ALI：Bass
  - Joe Rickard（In Flames）：Drums
  - Diamante：Gang Vo, Cho
  - Sidnie Tipton：Gang Vo, Cho
  - Meron Ryan：Gang Vo, Cho
  - Lenny Skolnik：Gang Vo, Cho, Programming
  - Seann Bowe：Gang Vo, Cho, Programming
  - Howard Benson：Programming
  - Johny Litten：Programming

RISE OR DIE feat. Richard Z.Kruspe of Emigrate / Rammstein
- HYDE：Vocal
- K.A.Z：Guitar
  - Phil X：Guitar
  - ALI：Bass
  - Joe Rickard（In Flames）：Drums
  - Diamante：Gang Vo, Cho
  - Sidnie Tipton：Gang Vo, Cho
  - Meron Ryan：Gang Vo, Cho
  - Lenny Skolnik：Gang Vo, Cho
  - Seann Bowe：Gang Vo, Cho
  - Richard Z. Kruspe（RAMMSTEIN）：Programming

## 収録アルバム
- 『UNDERWORLD』 (#1、#2)